# News of the World Darts Championship 1951
Die News of the World Darts Championship 1951 (offiziell: "News of the World" Individual Darts Championship of England and Wales) war ein Dartsturnier, das im April 1951 in der Empress Hall (Earls Court, London) ausgetragen und durch die Boulevardzeitung News of the World gesponsert wurde. Es handelte sich um die vierte Auflage des Turniers als nationale Meisterschaft. Teilnahmeberechtigt waren die acht Gewinner der regionalen Meisterschaften der Saison 1950/51, die in England (Eastern Counties, Lancashire & Cheshire, London & Home Counties, Midland Counties, North of England, Western Counties und Yorkshire) sowie in Wales stattfanden.
Turniersieger wurde vor 7.000 Zuschauern der 46-jährige Harry Perryman (Regionalmeister London & Home Counties, Home Office SC, Greenford), der im Finale den 38-jährigen Laurie Runchman (Regionalmeister Eastern Counties, The Feathers, Felixstowe) besiegen konnte. Perryman benötigte 25 und 19 Darts für den 2:0-Leg-Gewinn und beendete das Spiel mit einer Doppel-15. Als walisischer Regionalmeister nahm Bert Hughes (Castle Inn, Merthyr Tydfil) an der Veranstaltung teil.

## Turnierplan
|  | Viertelfinale (Best of 3 Legs) | Viertelfinale (Best of 3 Legs) |                 |   | Halbfinale (Best of 3 Legs) | Halbfinale (Best of 3 Legs) |  |  | Finale (Best of 3 Legs) | Finale (Best of 3 Legs) |
|  |                                |                                |                 |   |                             |                             |  |  |                         |                         |
|  | Laurie Runchman                | 2                              |                 |   |                             |                             |  |  |                         |                         |
|  | Cyril Elliott                  | 0                              |                 |   |                             |                             |  |  |                         |                         |
|  | Cyril Elliott                  | 0                              | Laurie Runchman | 2 |                             |                             |  |  |                         |                         |
|  |                                |                                | Laurie Runchman | 2 |                             |                             |  |  |                         |                         |
|  |                                | Frank Curtis                   | 1               |   |                             |                             |  |  |                         |                         |
|  | Frank Curtis                   | Frank Curtis                   | 1               | 2 |                             |                             |  |  |                         |                         |
|  | Frank Curtis                   |                                |                 | 2 |                             |                             |  |  |                         |                         |
|  | Don Watson                     | 1                              |                 |   |                             |                             |  |  |                         |                         |
|  |                                |                                | Laurie Runchman | 0 |                             |                             |  |  |                         |                         |
|  |                                | Harry Perryman 68,32           | 2               |   |                             |                             |  |  |                         |                         |
|  | Harry Perryman                 | 2                              |                 |   |                             |                             |  |  |                         |                         |
|  | Bert Hughes                    | 1                              |                 |   |                             |                             |  |  |                         |                         |
|  | Bert Hughes                    | 1                              | Harry Perryman  | 2 |                             |                             |  |  |                         |                         |
|  |                                |                                | Harry Perryman  | 2 |                             |                             |  |  |                         |                         |
|  |                                | Jimmy Boynton                  | 1               |   |                             |                             |  |  |                         |                         |
|  | Jimmy Boynton                  | Jimmy Boynton                  | 1               | 2 |                             |                             |  |  |                         |                         |
|  | Jimmy Boynton                  |                                |                 | 2 |                             |                             |  |  |                         |                         |
|  | Dick Eustace                   | 1                              |                 |   |                             |                             |  |  |                         |                         |